# Леса Борисовского лесничества
Леса Борисовского лесничества — государственный природный заказник (комплексный) регионального (областного) значения Московской области, целью которого является сохранение ненарушенных природных комплексов, их компонентов в естественном состоянии; восстановление естественного состояния нарушенных природных комплексов, поддержание экологического баланса. Заказник предназначен для:
- сохранения и восстановления природных комплексов;
- сохранения местообитаний редких видов растений, лишайников и животных;
- ведения мониторинга объектов животного и растительного мира, занесенных в Красную книгу Российской Федерации и Красную книгу Московской области;
- выполнения научно-исследовательских работ по изучению объектов особой охраны заказника.

Местонахождение: Московская область, Можайский городской округ, к юго-востоку от деревни Большие Парфёнки, к западу от деревень Денежниково и Пятково, к северу от деревни Пеньгово, к северо-востоку от деревни Аксентьево. Территория заказника состоит из двух участков: северо-западный участок 1 охватывает собой южное и восточное побережье Занинского водохранилища и урочище Занино, а также прилежащие к ним лесные кварталы, луга и залежи; меньший по площади юго-восточный участок 2 включает земли лесного фонда Борисовского участкового лесничества. Площадь заказника составляет 1858,16 га, в том числе участок 1 — 1107,92 га, участок 2 — 750,24 га. В заказник входят кварталы 5 (часть), 13, 38—40, 41—46 (часть), 47—49, 50 (часть), 51 (часть), 52, 53, 54 (часть), 56, 57 (часть) Борисовского участкового лесничества Бородинского лесничества, а также луга и залежи к югу (урочище Занино) и востоку от Занинского водохранилища.

## Описание
Территория заказника располагается на восточном макросклоне Смоленской возвышенности в зоне распространения ландшафтов волнистых, плоскохолмистых и плоских свежих и влажных моренно-водно-ледниковых равнин. Кровля дочетвертичных пород местности представлена пестроцветными глинами и песками, а также доломитами и известняками с прослоями мергелей и глин среднего карбона. Абсолютные высоты территории изменяются от 198 м над уровнем моря (урез воды реки Немерзка в северо-восточной оконечности участка 2 заказника) до 215 м над уровнем моря (вершина холма в юго-восточной части Участка 1 заказника).
Территория заказника включает участки моренно-водно-ледниковых, моренных и озерно-водно-ледниковых равнин на правобережье реки Мжут (левый приток реки Протвы).
Волнисто-холмистые моренные равнины, окружающие котловину Занинского водохранилища в центральной и северной частях заказника (преимущественно на участке 1), занимают наиболее возвышенные участки территории. Уклоны основных поверхностей равнин достигают крутизны 2—4 градусов. Холмы обычно имеют овальную форму, длину — 300—400 м, ширину — около 200 м. Высота холмов составляет, как правило, 3—5 м. Северо-восточная оконечность Участка 1 включает южный склон холма, высота которого достигает 12 м. Крутизна склонов холмов достигает 5—7 градусов. Ряд холмов имеет озово-камовый генезис. Поверхности холмов сложены безвалунными покровными суглинками на моренных отложениях. В межхолмовых понижениях встречаются овальные переувлажненные западины с участками верховых и переходных болот. Диаметр западин — до 200 м.
На севере участка 1 заказника сформировались плоские поверхности озерно-водно-ледниковой равнины, к которым приурочено Занинское водохранилище. Склоновые поверхности прибрежных равнин, сложенные безвалунными суглинками, имеют крутизну до 4—7 градусов. Берега водохранилища часто заболочены, а на прилегающих участках равнин встречаются переувлажненные ложбины, котловины и западины. Наиболее крупная заболоченная котловина примыкает к водохранилищу с юга и имеет диаметр до 300 м. Борта котловины имеют высоту до 2—3 м, крутизну — 4—5 градусов. С юго-востока из водохранилища вытекает река Немерзка (правый приток реки Мжут), долина которой пролегает в северо-восточных оконечностях Участков 1 и 2 заказника. Ширина долины достигает 150—170 м. Борта долины имеют высоту до 3—4 м, крутизну — 5—10 градусов. Ширина поймы реки составляет 40 м, превышение поймы над руслом — до 0,5 м.
Волнистые и плоские участки моренно-водно-ледниковых равнин занимают преимущественно южную часть заказника (участок 2 и южная оконечность участка 1). Поверхности равнин сложены покровными и водно-ледниковыми суглинками на морене. Уклоны поверхностей составляют 1—4 градуса. Равнины прорезаются долинами левых притоков реки Протвы — Неверютки, Сигаревки и их отрогами. Поймы рек местами заболочены, встречаются запруды.
По всей территории заказника встречаются наноформы рельефа биогенного генезиса: муравейники (высотой до 0,5 м), искори, по переувлажненным участкам — приствольные повышения и растительные кочки. Антропогенные формы рельефа представлены канавами, копанями и отвалами.
Гидрологический сток в северных частях территорий участков 1 и 2 заказника направлен в реку Мжут и её правый приток Немерзку, южных — в другие левые притоки реки Протвы. Река Протва и её притоки относятся к бассейну реки Оки. Река Немерзка в своем среднем течении протекает вдоль северо-восточной границы Участка 2 заказника. Русло реки на данном отрезке имеет ширину около 1 м, глубину — 0,2 м. Русла Неверютки и Сигаревки имеют ширину до 1—1,5 м, ширина запруд на реках — до 30 м.
К югу от Занинского водохранилища в северной части участка 1 заказника (урочище Занино) образован небольшой копаный водоем. Длина и ширина водоема достигают около 70 м. Глубина у берега составляет 0,2 м.
Почвенный покров междуречных равнин заказника представлен преимущественно дерново-подзолистыми почвами. На пониженных участках равнин с замедленным дренажем встречаются дерново-подзолисто-глеевые почвы. В пределах ложбин и западин образовались перегнойно-глеевые почвы. На болотах сформировались торфяные олиготрофные и торфяные эутрофные почвы. На поймах рек — аллювиальные светлогумусовые почвы.

### Флора и растительность
В растительном покрове территории преобладают леса с господством ели и существенной ролью березы, примесью осины, сосны, реже — широколиственных пород. Значительные площади занимают березовые леса, реже встречаются сосняки и лесокультуры сосны. Есть участки старовозрастных елово-осиновых лесов. Важную роль играют луга и луговины (крупные поляны) среди лесов. В западной части территории заказника находятся сосновые сфагновые заболоченные сообщества, а также несколько сырых заболоченных понижений.
На участке 1 на наиболее возвышенных частях территории встречаются небольшими пятнами березово-еловые и осиново-еловые с дубом и липой лещиновые широкотравные леса, где обитают звездчатка жестколистная, копытень европейский, перловник поникший, лютик кашубский, бор развесистый, ландыш, буквица лекарственная, хвощ лесной, воронец колосистый, герань лесная. Есть фрагменты березово-осиновых и осиновых с примесью ели широкотравных и влажнотравно-широкотравных лесов, где на стволах старовозрастных (высота до 32 м при диаметрах до 65—70 см) осин обильна некера перистая (включена в Красную книгу Московской области). В подлеске этих лесов участвуют лещина, смородина чёрная и колосистая, малина. В травяном покрове осиновых лесов преобладают копытень, звездчатка жестколистная и дубравная, щитовник игольчатый (картузианский), гравилат городской, крапива двудомная, герань Роберта, таволга вязолистная (в понижениях).
В целом на водораздельных пространствах преобладают еловые леса с участием в древостое сосны и берез — повислой и пушистой, реже — осины и липы. Единично встречается дуб и вяз гладкий. Образованные этими породами леса в основном сомкнутые (80—90 процентов), высота деревьев первого яруса достигает 26—28 (32) м, диаметр стволов елей составляет около 50—60 см, а отдельных сосен — до 70 см. Местами в составе древостоя преобладает береза, однако такие насаждения по составу и строению нижних ярусов близки к еловым лесам. Местами имеется выраженный кустарниковый ярус (до 50—60 процентов проективного покрытия), в сложении которого принимают участие рябина, жимолость лесная, лещина (местами явно доминирует), ива козья, малина; реже — бересклет бородавчатый, бузина, волчеягодник обыкновенный (редкий и уязвимый вид, не включенный в Красную книгу Московской области, но нуждающийся на её территории в постоянном наблюдении и контроле).
Большая часть таких лесов относится к субнеморальным кислично-широкотравным, где ведущая роль принадлежит таёжным и дубравным видам, таким как кислица обыкновенная, звездчатка жестколистная, копытень европейский, зеленчук жёлтый, перловник поникший, живучка ползучая, медуница неясная, фиалка удивительная, осока волосистая, подмаренник душистый, мицелис стенной, мерингия трехжилковая, колдуница альпийская, голокучник Линнея. Здесь встречается гнездовка настоящая (редкий и уязвимый вид, не включенный в Красную книгу Московской области, но нуждающийся на её территории в постоянном наблюдении и контроле), а также включенный в Красную книгу Московской области подлесник европейский. По сыроватым участкам много скерды болотной, герани Роберта и кочедыжника женского. Наличие густого подроста ели (местами до 80—90 процентов при высоте до 7—8 м) приводит к формированию мертвопокровных лесов.
Несколько реже встречаются широкотравные и папоротниково-широкотравные леса с массовым распространением щитовников игольчатого, распростёртого и мужского и кочедыжника женского. В травяном покрове березово-еловых и елово-березовых лесов местами значительна доля таёжного мелкотравья — майника двулистного, седмичника европейского, грушанки круглолистной, колдуницы альпийской, адоксы мускусной. Кроме того, встречаются участки ельников черничных зеленомошных и ельников мертвопокровных. В моховом покрове этих лесов наиболее часто встречаются плеврозиум Шребера, гилокомий блестящий, виды родов атрихум, мниум и плагиомниум, реже — полия. На опушке березово-елового широкотравного леса встречена земляника мускусная (редкий и уязвимый вид, не включенный в Красную книгу Московской области, но нуждающийся на её территории в постоянном наблюдении и контроле).
Местами велика роль сосны в составе древостоев. Здесь представлены елово-сосново-березовые и березово-елово-сосновые леса, где высота древостоев достигает 28—30 м при диаметрах стволов до 60—65 см. Как правило, присутствует густой (местами до 80 процентов проективного покрытия) подрост ели высотой до 5—6 м, а также подлесок (до 70—80 процентов проективного покрытия) из рябины и крушины. Единично встречается можжевельник. По характеру травяно-кустарничкового и мохового ярусов выделяются папоротниково-черничные с разреженным покровом сфагновых мхов, папоротниковые и редкотравные (мертвопокровные) леса. Близ опушек подобных лесов представлены березовые с осиной и сосной рябиновые папоротниково-мелкотравные леса с кислицей, майником двулистным, щитовником игольчатым, щучкой, колдуницей альпийской, костяникой, золотарником обыкновенным. Среди них встречаются осоково-щучково-серовейниковые и травяно-крапивно-таволговые с ивой пепельной и малиной луговины, где отмечены горицвет кукушкин, овсяница гигантская, фиалка сверхуголая (лысая), таволга вязолистная, лютик ползучий, подмаренник топяной, купальница европейская.
Встречаются короткопроизводные высокоствольные (до 28 м) березовые с единичными елями рябиново-лещиновые травяные леса. В травяном покрове березняков участвуют полевица тонкая, золотарник обыкновенный, клевер луговой, вероника дубравная и лекарственная, мерингия трехжилковая, любка двулистная (редкий и уязвимый вид, не включенный в Красную книгу Московской области, но нуждающийся на её территории в постоянном наблюдении и контроле), сивец луговой, ландыш, ортилия однобокая; иногда обильна кислица.
Заметное место среди лесов участка занимают средневозрастные еловые и сосново-еловые посадки с широкотравно-кисличным или сорнотравно-кисличным покровом и выраженным ярусом из зеленых мхов. Сомкнутость крон в них составляет 0,9—1,0 при высоте древостоя около 22—24 (27) м и преобладающем диаметре елей 30-40 см. Характерна единичная примесь дуба, реже — осины и ивы козьей. Местами развит густой (до 70—80 процентов проективного покрытия) подлесок из лещины, рябины, малины и жимолости лесной. В травяно-кустарничковом ярусе участвуют кислица, копытень, зеленчук жёлтый, перловник поникший, бородавник обыкновенный, мицелис стенной, чистец лесной, осока пальчатая. Незначительно в пределах участка представлены культуры ели с травяно-папоротниковым покровом, сложенным щитовником игольчатым и мужским, кочедыжником женским, живучкой, вербейником монетчатым, осокой бледноватой, хвощем лесным и другими видами.
В лесах есть несколько небольших лесных полян с мезофитными разнотравно-злаковыми лугами, где растут тимофеевка луговая, ежа сборная, дудник лесной, буквица лекарственная, марьянник дубравный, ястребинка зонтичная, нивяник, сивец луговой, зверобой пятнистый, василистник светлый, таволга вязолистная; а также редкие и уязвимые виды, не включенные в Красную книгу Московской области, но нуждающиеся на её территории в постоянном наблюдении и контроле, — колокольчик персиколистный, пальчатокоренник Фукса, любка двулистная и купальница европейская. По опушкам единично встречается колокольчик рапунцелевидный.
Есть также небольшие поляны и прогалины с папоротниково-влажнотравным покровом, образованным скердой болотной, звездчаткой жестколистной, щитовником мужским, кочедыжником, золотарником обыкновенным, горицветом кукушкиным, недотрогой обыкновенной. Просеки частично заболочены — на них сформировались заросли камыша лесного.
Местами среди лесов на участке 1 встречаются заболоченные понижения, по краю которых сформировались пушистоберезовые ивняковые (с ивой пепельной) влажнотравно-серовейниковые сфагновые леса. Они характеризуются невысокой сомкнутостью крон (0,6 при высоте древостоев около 18 м и преобладающих диаметрах стволов порядка 20 см) и участием в травостое таких видов, как кизляк кистецветный, вахта трехлистная, омежник водный, камыш лесной, осоки пузырчатая и чёрная, сабельник болотный. Встречаются также пушистоберезовые папоротниково-травяно-черничные и щучково-влажнотравные леса с примесью ольхи серой в древостое и щитовником игольчатым, майником двулистным, щучкой дернистой, гравилатом речным, бодяком огородным и вербейником обыкновенным в травяно-кустарничковом ярусе. В центре понижений развиты серовейниково-вахтовые сфагновые сообщества, где в сложении травостоя участвуют пушица широколистная, осоки сероватая и волосистоплодная, ситник скученный, кизляк, сабельник; в сочетании с пушистоберезовыми ивовыми осоковыми (осока волосистоплодная и вздутая) сфагновыми сообществами. Как в краевых, так и в центральных частях подобных понижений встречаются безлесные участки (местами — с открытой водой), где растут рогоз широколистный, ежеголовник малый, пузырчатка обыкновенная.
На западе участка есть небольшой лесоболотный массив. По его краю тянутся еловые и березово-еловые с участием сосны осоковые сфагновые и черничные сфагново-зеленомошные леса в сочетании с пушистоберезовыми тростниковыми сфагновыми лесами. При приближении к центру они сменяются сосновыми пушицевыми сфагновыми сообществами. Далее к центру увеличивается доля кустарничков — мирта болотного, багульника, голубики. В центре массива находится сосновое багульниковое сфагновое сообщество. Здесь на ветвях сосен растет уснея жестковолосатая (включена в Красную книгу Московской области). Также на территории заказника встречается уснея густобородая (включена в Красную книгу Московской области).
В пределах участка 1 выделяется территория, прилежащая к берегам Занинского водохранилища, где значительные площади занимают разнотравно-злаковые залежи и луга различного состава. Наиболее распространены залежи с доминированием бодяка полевого, ежи сборной, костреца безостого, овсяницы луговой, полевицы тонкой. Также в их сложении принимают участие чина луговая, клевер средний, пастернак посевной, пижма, пикульник двунадрезанный, хвощ полевой, полынь обыкновенная, купырь лесной, чистец болотный, валериана лекарственная и др. Среди залежей встречаются группы инвазионных видов — борщевик Сосновского, люпин многолистный, мелколепестник однолетний. Местами отмечается зарастание залежей березой и ивой козьей.
Особняком среди залежей стоит комплекс сообществ, связанных с Занинским прудом. Вдоль южной и восточной окраин пруда тянется полоса зарослей ивы пепельной с примесью ивы белой, черемухи и единичных берез. Вдоль берега сформировались сообщества влаголюбивых видов, где большей частью господствует осока острая при участии череды трехраздельной, кипрея железистостебельного, зюзника европейского, горца почечуйного и рогоза широколистного, который местами доминирует и образует небольшие заросли. В водах пруда растут рдест плавающий, пузырчатка обыкновенная, ряска малая.
Неподалёку от пруда имеется участок с зарослями крапивы и лопуха паутинистого при участии сныти, купыря лесного, свербиги восточной, полыни обыкновенной. Близ существующих садоводческих некоммерческих товариществ отмечен занос на территорию заказника некоторых инвазионных видов: кислица прямая, астра ивовая, шиповник морщинистый, арония Мичурина, золотарник гигантский.
Луга наиболее широко представлены сообществами с преобладанием в травостое ежи сборной, овсяницы луговой, щучки, осоки мохнатой, душистого колоска, герани луговой, пижмы, нивяника, звездчатки злаковой. Реже встречаются участки со значительным участием бобовых — горошка мышиного, чины луговой, лядвенца рогатого. Вдоль дорог среди лугов сформировались сообщества с высокой долей сорных видов: клевера ползучего, кульбабы осенней, подорожника большого, черноголовки обыкновенной, лапчатки гусиной, зубчатки обыкновенной и других.
Восточнее водохранилища имеется участок лугов, прилегающих к лесному массиву, характеризующийся крайне высокой видовой насыщенностью — более 50 видов на квадратный метр. Здесь наряду с такими видами, как земляника лесная, колокольчик раскидистый, любка двулистная встречается включенный в Красные книги России и Московской области пальчатокоренник балтийский (или длиннолистный), местами образующий значительные скопления. Несколько более сырые участки занимают разнотравно-тимофеевковые луга с вербейником обыкновенным, горошком мышиным, хвощем речным, лютиком едким, где растет пальчатокоренник кровавый (включен в Красную книгу Московской области). По сырым колеям дорог, пересекающих луга на этом участке, встречаются виды болотника и бутерлак портулаковидный.
Сырые луга представлены сообществами с щучкой, горцом земноводным, геранью луговой, лисохвостом обыкновенным, ситником скученным, вербейником обыкновенным, частухой подорожниковой. Постепенно, по мере нарастания увлажнения они сменяются осоково-вейниковыми (осока острая, вейник сероватый) сообществами, среди которых встречаются участки с открытой водой, где представлены сообщества гидрофитов — ряска малая, пузырчатка обыкновенная, водная форма горца земноводного. Изредка по локальным понижениям представлены заросли камыша лесного с частухой подорожниковой, чередой трехраздельной, манником большим.
При приближении к берегу водохранилища луга сменяются сообществами с преобладанием двукисточника и зарослями ивы пепельной. Вдоль берега имеются участки с зарослями рогоза и тростника. Близ восточного берега водохранилища находятся березовые с ивой козьей влажнотравные (щучка, лютик ползучий, вербейник обыкновенный, таволга вязолистная, крапива двудомная, лапчатка прямостоячая) леса.
В границах участка 2 растительный покров имеет сходный характер. Преобладают еловые леса с несколько большей, чем на первом участке, ролью сосны и примесью берез, осины и липы. Встречаются участки чистых сосновых кислично-широкотравных лесов.
Сравнительно широко распространены культуры ели с примесью осины с травяно-папоротниковым покровом. В искусственных посадках до 20 процентов проективного покрытия приходится на недотрогу мелкоцветковую (инвазионный вид). Изредка встречаются участки сосновых закустаренных лесокультур со сходным кислично-сорнотравным покровом.
Часть лесов в пределах участка с преобладанием ели была поражена короедом-типографом и распалась. В настоящее время на их месте сформировались заросли рябины и лещины с широкотравно-сорнотравным или крапивным покровом с участием иван-чая узколистного, вейника наземного, бодяка полевого. Местами на вырубках проведены посадки ели.
По поймам малых водотоков распространены сероольховые и елово-сероольховые влажнотравные леса. Местами в них развит подлесок из лещины с участием черемухи и смородины чёрной. Стволы деревьев часто перевиты хмелем. В травяном покрове довольно обильны таволга вязолистная, яснотка крапчатая, недотрога обыкновенная, гравилат речной, крапива, щитовник игольчатый, кочедыжник женский, гулявник прямой (редкий и уязвимый вид, не включенный в Красную книгу Московской области, но нуждающийся на её территории в постоянном контроле и наблюдении).

### Фауна
Животный мир заказника отличается значительным видовым разнообразием и репрезентативностью для природных сообществ Смоленско-Московской физико-географической провинции. На территории заказника отмечено обитание 133 видов позвоночных животных, в том числе не менее 12 видов рыб, пять видов земноводных, один вид пресмыкающихся, 91 вид птиц и 24 вида млекопитающих. Отмечен ряд редких и охраняемых видов животных.
Основу фаунистического комплекса позвоночных животных составляют виды, характерные для хвойных и хвойно-широколиственных лесов Нечернозёмного центра России. Абсолютно доминируют виды, экологически связанные с древесно-кустарниковой растительностью (66 процентов). Виды открытых местообитаний составляют около 6 процентов от состава фауны, что объясняется относительно небольшой долей соответствующих биотипов в общей площади территории. Доля обитателей водно-болотных угодий гораздо значительнее — 25 процентов. Доля синантропных видов составляет всего 3 процента (такие виды отмечаются только в ближайших окрестностях населенных пунктов). Низкая доля синантропных видов в животном населении и их привязанность почти исключительно к окрестностям населенных пунктов и садоводческих некоммерческих товариществ свидетельствует о высокой степени сохранности и целостности природного комплекса.
В пределах заказника можно выделить четыре зоокомплекса позвоночных животных: зооформацию хвойных и смешанных лесов; зооформацию мелколиственных лесов; зооформацию лугово-опушечных местообитаний; зооформацию водно-околоводных местообитаний.
В пределах границ заказника животный мир достаточно однороден, что позволяет рассматривать его как единое целое. Однако на участке 1 доля в животном населении видов лугово-опушечной и водно-околоводной зооформаций значительно выше, чем на участке 2, что связано с неравномерным распределением по территории соответствующих местообитаний.
Господствующей на территории заказника является зооформация хвойных и смешанных лесов, населяющая преобладающие здесь еловые и сосновые леса, смешанные хвойно-широколиственные и хвойно-мелколиственные насаждения, а также мелколиственные леса с наличием ели во втором ярусе и подросте. В состав зооформации входит обширный комплекс хвойнолюбивых видов как сибирского, так и европейского происхождения — обыкновенная белка, рыжая полёвка, лесная куница, рябчик, желна, лесной конёк, сойка, крапивник, пеночка-теньковка, зелёная пеночка, славка-черноголовка, желтоголовый королёк, серая мухоловка, малая мухоловка, зарядка, певчий дрозд, пухляк, московка, обыкновенная пищуха, чиж. В ядро фаунистического комплекса хвойных лесов заказника входят и широко распространенные лесные виды: обыкновенная бурозубка, барсук (редкий и уязвимый вид, не включенный в Красную книгу Московской области, но нуждающийся на территории области в постоянном контроле и наблюдении), канюк, тетерев (редкий и уязвимый вид, не включенный в Красную книгу Московской области, но нуждающийся на территории области в постоянном контроле и наблюдении), вяхирь, большой пёстрый дятел, обыкновенный поползень. В составе зооформации постоянно встречается кедровка, занесенная в Красную книгу Московской области. В хвойных лесах заказника обычны серая жаба и живородящая ящерица. Для данной территории характерны, а также встречаются крупные гнезда рыжих лесных муравьев (редкий и уязвимый вид, не включенный в Красную книгу Московской области, но нуждающийся на её территории в постоянном наблюдении и контроле).
Ранее на территории заказника отмечались заходы бурого медведя, включенного в Красную книгу Московской области. Свойственные этому виду местообитания на территории заказника сохраняются.
Зооформация лиственных лесов населяет в основном сырые и заболоченные березняки, осинники, черноольшаники и ивняки, развитые большей частью по опушкам, по ложбинам стока и по окрайкам болот. Здесь преобладают характерные виды животных лиственных лесов и кустарниковых зарослей, среди которых обыкновенный еж, европейская косуля (редкий и уязвимый вид, не включенный в Красную книгу Московской области, но нуждающийся на территории области в постоянном контроле и наблюдении), малая лесная мышь, вальдшнеп, малый пёстрый дятел, обыкновенная иволга, пеночка-весничка, пеночка-трещотка, мухоловка-пеструшка , обыкновенный соловей, рябинник, белобровик, чёрный дрозд, большая синица, обыкновенная лазоревка, длиннохвостая синица, обыкновенная зеленушка. Обычны остромордая и травяная лягушки. В роще старых лиственных деревьев на берегу Занинского водохранилища у деревни Большие Парфенки отмечены малый пестрый, седой и зелёный дятлы (два последних вида занесены в Красную книгу Московской области).
Ранее в насаждениях с участием широколиственных пород и подлеском из лещины на территории заказника отмечалась орешниковая соня, занесенная в Красную книгу Московской области. Свойственные виду местообитания в заказнике сохраняются.
Повсеместно в лесных местообитаниях многочислен зяблик.
Представители зооформации лугово-опушечных местообитаний населяют на территории заказника открытые и зарастающие луга (в основном сырые и заболоченные) и олуговелые залежи, а также примыкающие к ним лесные опушки, поляны, свежие вырубки.
Для этих местообитаний характерны европейский крот, обыкновенная полёвка, чёрный коршун и луговой лунь (оба вида занесены в Красную книгу Московской области), обыкновенная пустельга, перепел (два последних вида относятся к редким и уязвимым, не включенным в Красную книгу Московской области, но нуждающимся на территории области в постоянном контроле и наблюдении), серый журавль (занесен в Красную книгу Московской области), коростель, обыкновенный жулан, серая славка, болотная камышевка, луговой чекан, щегол, обыкновенная овсянка; в окрестностях населенных пунктов к этому типу местообитаний тяготеют белый аист (вид занесен в Красную книгу Московской области), чёрный стриж, деревенская ласточка, сорока, серая ворона, полевой воробей.
На опушках, лугах, лесных полянах и прогалинах отмечены многочисленные бабочки, в том числе крапивница, дневной павлиний глаз, большая лесная перламутровка, червонец огненный, цветочный глазок, воловий глаз.
Заводи Занинского водохранилища, небольшие водотоки, русловые пруды, в том числе созданные бобрами, а также примыкающие к ним низинные болота и прибрежная древесно-кустарниковая растительность являются местом обитания видов зооформации водно-околоводной фауны.
В Занинском водохранилище обитают серебряный карась, обыкновенная плотва, обыкновенная щука, обыкновенный ёрш, ротан-головешка. Водоем регулярно зарыбляется карпом. В речки Немерзка, Сигаревка, Неверютка заходят из Протвы обыкновенный пескарь, уклейка, верховка, молодь ельца и голавля (последние два вида относятся к редким и уязвимым, не включенным в Красную книгу Московской области, но нуждающимся на территории области в постоянном контроле и наблюдении).
Из млекопитающих здесь обитают обыкновенный бобр, водяная полёвка, американская норка, горностай, встречается речная выдра, занесенная в Красную книгу Московской области. В гнездовой период отмечены чомга, большая выпь (редкий и уязвимый вид, не включенный в Красную книгу Московской области, но нуждающийся на территории области в постоянном контроле и наблюдении), серая цапля (возможна гнездовая колония на северо-восточном побережье Занинского водохранилища), кряква, чирок-трескунок, болотный лунь, лысуха, сизая чайка, озёрная чайка, черныш, бекас. В периоды миграций и кочевок зафиксированы большая белая цапля, свиязь (гнездовая популяция вида относится к редким и уязвимым, не включенным в Красную книгу Московской области, но нуждающимся на территории области в постоянном контроле и наблюдении), шилохвость (гнездовая популяция вида включена в Красную книгу Московской области), большой крохаль, скопа (вид занесен в Красные книги Российской Федерации и Московской области), фифи (гнездовая популяция вида включена в Красную книгу Московской области), вьюрок, или юрок (редкий и уязвимый вид, не включенный в Красную книгу Московской области, но нуждающийся на территории области в постоянном контроле и наблюдении). По берегам водоемов обычны белая трясогузка, камышовая овсянка, над водой охотятся береговушки. Многочисленны озерные и прудовые лягушки.
По всей территории заказника встречаются кабан, лось, заяц-беляк, обыкновенная лисица, тетеревятник, перепелятник, обыкновенная кукушка, ворон.

## Объекты особой охраны заказника
Охраняемые экосистемы: еловые и осиновые, березово-еловые и сосново-еловые кислично-широкотравные, широкотравные, мелкотравные и черничные зеленомошные леса; пушистоберезовые влажнотравные, тростниковые и осоковые леса; сосновые пушицевые и кустарничковые сфагновые сообщества; вейниково-вахтовые сфагновые участки болот; осоково-вейниковые и сырые разнотравно-злаковые луга; сообщества прибрежно-водных гидрофитов.
Места произрастания и обитания охраняемых в Московской области, а также иных редких и уязвимых видов растений, лишайников и животных, зафиксированных в заказнике и перечисленных ниже.
Охраняемые в Московской области, а также иные редкие и уязвимые виды растений:
- виды, занесенные в Красную книгу Российской Федерации и Красную книгу Московской области, — пальчатокоренник длиннолистный, или балтийский;
- виды, занесенные в Красную книгу Московской области, — пальчатокоренник кровавый, подлесник европейский, некера перистая;
- редкие и уязвимые виды, не включенные в Красную книгу Московской области, но нуждающиеся на территории области в постоянном контроле и наблюдении, — любка двулистная, гнездовка настоящая, пальчатокоренник Фукса, купальница европейская, гулявник прямой, земляника мускусная, волчеягодник обыкновенный, колокольчик персиколистный.

Охраняемые в Московской области виды лишайников, занесенные в Красную книгу Московской области, — уснея густобородая, уснея жестковолосатая. Кроме того, четыре вида лишайников, занесенных в Красную книгу Московской области, обнаружены у деревни Большие Парфенки вблизи границы заказника — рамалина мучнистая, рамалина ясеневая, плеуростикта блюдчатая, анаптихия реснитчатая. Существует очень большая вероятность, что эти виды лишайников могут быть найдены и на территории заказника.
Охраняемые в Московской области, а также иные редкие и уязвимые виды животных:
- виды, занесенные в Красную книгу Российской Федерации и Красную книгу Московской области, — скопа;
- виды, занесенные в Красную книгу Московской области, — бурый медведь, речная выдра, орешниковая соня, белый аист, чёрный коршун, луговой лунь, серый журавль, фифи, зелёный дятел, седой дятел, кедровка, шилохвость;
- редкие и уязвимые виды, не включенные в Красную книгу Московской области, но нуждающиеся на территории области в постоянном контроле и наблюдении, — большая выпь, свиязь, обыкновенная пустельга, тетерев, перепел, вьюрок, или юрок, европейская косуля, барсук, елец, голавль, рыжие лесные муравьи.